# Steigertheater
Het Steigertheater was een klein theater in Nijmegen. Het was gevestigd in een voormalige lampenfabriek aan de Fortstraat 7 Vrijmetselaarsloge "Sint Lodewijk".
Volgens de gevelsteen is dit gebouw uit 1936..

## Geschiedenis
Het theater heeft bestaan tussen 1982 en 2006. De Dag van het Levenslied ontstond in 1983 bij het Steigertheater en werd tot en met 1990 daar gehouden. In 1988 kreeg het theater de Alcuinusprijs. 
Met ingang van theaterseizoen 2006-2007 werd het Steigertheater onderdeel van het cultureel centrum De Lindenberg. Tijdens het eerste seizoen was dit nog onder de naam Steiger-Lindenbergtheater, later onder de naam Lindenbergtheater. De naam van het vroegere theater leeft nu nog voort in de Steigerzaal, een van de drie zalen waarover het Lindenbergtheater beschikt.